# أبو مصعب الزرقاوي
أحمد فضيل نزال الخلايلة أو أبو مُصعب الزرقاوي (كُنية لُقِّب بها) أو أبو محمد الغريب (كُنية لقَّب بها نفسه) أو أبو أحمد أو صقر أبو سويد، (30 أكتوبر 1966 - 7 يونيو 2006). أب لأربعة أبناء، وقيادي أردني في تنظيم القاعدة، أعلنت لاحقاً الحكومة الأردنية سحب الجنسية منه. كان عضوًا في تنظيم القاعدة في العراق، قاد معسكرات تدريب للمسلحين في أفغانستان، اشتهر بعد ذهابه إلى العراق لكونه مسؤولاً عن سلسلة من الهجمات والتفجيرات خلال حرب العراق، في التسعينيات أسس أبو مصعب الزرقاوي جماعة التوحيد والجهاد وأعلن سنة 2004 بيعته لزعيم تنظيم القاعدة آنذاك لأسامة بن لادن مع تغيير مسمى الجماعة إلى قاعدة الجهاد في بلاد الرافدين والتي بدورها اندمجت لاحقًا مع جماعات مسلَّحة أخرى تحت مسمى مجلس شورى المجاهدين والذي ظل زعيمها حتى مقتله في يونيو 2006. كان يعلن مسؤوليته عبر رسائل صوتية ومسجلة بالصورة عن عدة هجمات في العراق بينها تفجيرات انتحارية وإعدام رهائن.
اشتهر في العام 2004 بعد ذبح أحد الرهائن الأمريكيين في العراق ويدعى يوجين أرمسترونغ، وذلك بجز عنقه بسكين في فيديو مصور قامت جماعة التوحيد والجهاد بنشره على الإنترنت.

## النشأة
اسمه أحمد فضيل نزال الخلايلة من عشيرة الخلايلة من قبيلة بني حسن في الأردن، لقب بالزرقاوي نسبة لمدينة الزرقاء الأردنية وهو من أبناء حي معصوم تحديداً. فقد والديه، وتوقف عن الدراسة بعد أن أكمل الثّاني ثانوي، وعمل موظفًا في بلدية الزّرقاء عام 1983، وفي عام 1984 دخل الجيش بحسب قانون التّجنيد الإجباري لمدة عامين، أي ما يسمى بخدمة العلم.
كانت بداية أبا مصعب في مسجد "الحسين بن علي" في مدينة الزرقاء، حيث قال أنه تأثر بأشرطة عبد الله عزام ومتابعته "مجلة الجهاد". حين بلغ 23 سنة، ومع مضي حوالي شهرين من زواجه، وما يقارب الستة أشهر من التزامه، عزم على الهجرة. فدخل التنظيمات الجهادية عن طريق عبد المجيد إبراهيم المجالي، المعروف بكنيته «أبو قتيبة الأردني» بسنة 1988، حيث كان أبو قتيبة مديراً لمكتب خدمات المجاهدين الأفغان في الأردن وهو مكتب غير رسمي لتجنيد الشباب وإلقاء المحاضرات وجمع التبرعات. وكان أبو قتيبة الأردني هو من جَنَّده وسهل له السفر إلى أفغانستان. وصل إلى أفغانستان عن طريق بيشاور في باكستان سنة 1989، لمحاربة القوات السوفييتية هناك ولكن السوفيات كانوا يغادرون بالفعل في الوقت الذي وصل فيه، حيث التقى بأسامة بن لادن، وفي بيشاور تعرَّف الزرقاوي على أبي محمد المقدسي، وقد تلقى في أفغانستان تدريباتٍ عسكريّةٍ في عدَّة معسكرات، وخاصة معسكر «صدى». واستمرت علاقته بأبي قتيبة المجالي الأردني وأبي محمد المقدسي طيلة حياته. فرجع بعدها إلى الأردن واعتقل عام 1992، وذلك بعد العثور على أسلحة ومتفجرات في منزله، وقضى مع مجنديه سبع سنوات في سجن أردني.
بحسب وصف أحد جيرانه كان متواضعًا ومنعزلًا ملتزمًا بالمسجد، عمل في بداية حياته في بلدية الزرقاء موظفاً صغيراً قبل سجنه بتهمة الانتساب إلى تنظيم بيعة الإمام عام 1996. وأطلق سراحه بعدها بعفو عام أصدره عبد الله الثاني بن الحسين بعد توليه عرش مملكة الأردن عقب وفاة والده عام 1999، ويُعتقد أن الزرقاوي توجه بعدها إلى أفغانستان.

### في السجن
مكث الزرقاوي فترة 7 سنوات في سجن سواقة حيث التقى بأبي محمد المقدسي حيث حكم عليه عام 1996 بالسجن مدة 15 عاماً لكنه أمضى في السجن سبع سنوات حتى عام 1999، بعد أن أصدر العاهل الأردني الملك عبد الله الثاني عفواً عاماً عن جميع السجناء في الأردن بعد توليه مقاليد الحكم، وبعد مغادرة الزرقاوي السجن، يُعتقد أنّه غادر مرة أخرى إلى أفغانستان ومكث فيها حتى أوائل عام 2000.
كان في سجن سواقة الصحراوي قائداً لتيار من السجناء السياسيين يطلق عليهم اسم بيعة الإمام ويطلقون هم على أنفسهم الموحدون، كان لهم نظام صارم خاص بهم يشرف على تطبيقه بكل تفاصيله أحمد الخلايلة الذي كان أميرًا عليها حينها، والمكلف بالشؤون التنظيمية وقيادة الجماعة، وكانت هناك عدة تنظيمات وجماعات أخرى تتقاسم الغرف وتتباين في وجهات نظرها بشكل كبير كان يقود أحياناً إلى صدامات حادة فيما بينها تصل إلى حد التكفير، منها جماعة حزب التحرير الإسلامي وكان قائدها عطا أبو الرشتة موجوداً هناك إلى جانب قيادات شكلوا جماعات صغيرة مستقلة مثل عجلون، وجماعة الموجب، والأفغان الأردنيون، بالإضافة إلى متهمين إسلاميين مستقلين على رأسهم ليث شبيلات، كانت جماعة الزرقاوي من أقوى الجماعات وأكثرها نفوذاً بين تلك الجماعات.
لم يكن الزرقاوي وحيداً في القيادة فهناك أستاذه ومرشده عصام البرقاوي المكنى بـ «أبو محمد المقدسي» وبعد فترة كان أبو محمد المقدسي يفقد سطوته وسلطته على الحركة لصالح الزرقاوي بالرغم من التفاوت في الثقافة بينهما إلا أن الزرقاوي امتلك عنصراً قوياً في القيادة، وكان الزرقاوي هو الأقدر على التصدي لإدارة السجن ومجابهتها والاشتباك معها، ما جعله ينتزع مزايا للمهجع يحسدهم عليها نزلاء المهاجع الأخرى فكانوا لا يصطفون بالطابور الصباحي ولا يلبسون ملابس السجن ويملكون هامشاً كبيراً من الحركة والقدرة على زيارة المهاجع الأخرى وبعيدون كلياً عن عقوبة «الشبح» التي تطال بقية المساجين.
بعد إطلاق سراحه من السجن وفي عام 1999، يعتقد أنه شارك في محاولة لتفجير فندق راديسون في عمان، حيث تواجد فيه العديد من السياح الإسرائيليين والأمريكيين،[بحاجة لمصدر] لجأ بعدها الزرقاوي إلى بيشاور بالقرب من الحدود مع أفغانستان، وأدين في وقت لاحق وحكم عليه بالإعدام غيابياً بتهمه التآمر للهجوم على فندق راديسون ساس.

### في العراق
أما قصة انتقال الزرقاوي إلى العراق، فمن المعتقد أنه لجأ إلى هناك إثر الهجوم الصاروخي الأمريكي على قاعدته في أفغانستان عام 2001 ويجادل المسؤولون الأمريكيون بأن الزرقاوي كان وصي وآمر تنظيم القاعدة الذي انتقل إلى العراق وقام بإنشاء روابط مع حركة أنصار الإسلام، وهي مجموعة من المسلمين الأكراد في منطقة شمال العراق.
ففي شهر أكتوبر عام 2002 اتهم الزرقاوي بأنه كان وراء اغتيال مسؤول المساعدات الأمريكي لورنس فولي في عمان، وبعد عدة أشهر لاحقة في عام 2003 اعتبر الزرقاوي الرأس المدبر لسلسة من التفجيرات الدموية امتدت من الدار البيضاء في المغرب إلى إسطنبول في تركيا إلا أن العراق ظل مركز النشاط الرئيسي بالنسبة للزرقاوي، وبدت الرسالة التي وزعها الأمريكيون في شهر فبراير عام 2004 كمحاولة لدعم ادعائهم بأن استهداف الشيعة كان الهدف المركزي في الاستراتيجية التي انتهجها الزرقاوي في العراق، ويظهر الزرقاوي في الرسالة وهو يشاطر شركاءه أفكاره بخصوص كيفية إذكاء نار الصراع والفتنة الطائفية في العراق كوسيلة لتقويض الوجود الأمريكي هناك.

## مقتله
في صباح 7 يونيو 2006، أعلن رئيس الحكومة العراقية نوري المالكي عن مقتل زعيم تنظيم القاعدة في العراق أبو مصعب الزرقاوي الذي تصنفه السلطات العراقية على أنه تنظيم إرهابي في غارة أمريكية. ووصف الرئيس الأميركي جورج دبليو بوش الزرقاوي «بأنه ضربة قوية لتنظيم القاعدة»، معتبرا أنه واجه المصير الذي يستحقه بعد «العمليات الإرهابية» التي نفذها في العراق. كما اعتبر وزير الدفاع الأميركي وقتها دونالد رامسفيلد أن مقتل الزرقاوي هو «انتصار مهم» في الحرب على الإرهاب، لكنه عاد وقال إنه «بالنظر إلى طبيعة الشبكات الإرهابية فإن مقتل الزرقاوي لا يضع رغم أهميته نهاية لكل أعمال العنف في ذلك البلد».

### قالوا عن مقتله
وصف رئيس الوزراء البريطاني توني بلير في مقتله: «سارّ جداً وضربة لتنظيم القاعدة في كل مكان، وخطوة مهمة في المعركة الأوسع ضد الإرهاب». واعتبر الأمين العام للأمم المتحدة كوفي عنان أن مقتل الزرقاوي يبعث على «الارتياح»، محذرا من أن هذا الحدث لا يعني نهاية الإرهاب في العراق. في كابول رحب الرئيس الأفغاني حامد كرزاي بمقتل زعيم القاعدة في العراق ووصف مقتله بأنه «ضربة قاسية للإرهاب». كما وصفته الخارجية الباكستانية بأنه «تطور مهم». في النمسا اعتبر المستشار فولفغانغ شوسل الذي كانت ترأس بلاده الاتحاد الأوروبي وقتها أنه «ينبغي مواصلة مكافحة الإرهاب إثر الإعلان عن مقتل الزرقاوي»، كما اعتبر الممثل الأعلى للسياسة الخارجية للاتحاد الأوروبي «خافيير سولانا» الحدث «ضربة قوية» للقاعدة.
في برلين وصفت المستشارة الألمانية أنغيلا ميركل مقتل الزرقاوي بـ«النبأ السار»، مؤكدة أن أبو مصعب الزرقاوي كان واحدا من أكثر الرجال خطورة في التنظيم. كما أعربت الخارجية الفرنسية عن أملها في تراجع أعمال الإرهاب في العراق وعودة الاستقرار والأمن إلى هذا البلد في إطار استعادته للسيادة كاملة. وفي اليابان أعلنت وزارة الخارجية أملها في أن يؤدي مقتل أبو مصعب الزرقاوي إلى تحسين الوضع الأمني والقضاء على «المجموعات الإرهابية».

## الحالة الأسرية
تزوج أبو مصعب الزرقاوي من ثلاث زوجات، الأولى «أم محمد» وهي أردنية الجنسية وله منها 4 أطفال وهم: أمينة وروضة ومحمد ومصعب؛ زوجته الثانية «إسراء»، وهي ابنة ياسين جراد أحد الناشطين الفلسطينيين، والمتورط في مقتل الزعيم الشيعي محمد باقر الحكيم. وقتلت مع الزرقاوي؛ وزوجته الثالثة عراقية وقتلت أيضًا معه.

## قالوا عنه
في حديث لقناة «فوكس» الأمريكية، أشادت وزيرة الخارجية الأمريكية كوندوليزا رايس بالمهارات العسكرية التي تمتع بها الزعيم السابق لتنظيم القاعدة في العراق، أبو مصعب الزرقاوي، ووضعته في مصاف جنراليّ الحرب الأهلية الأمريكية، أوليسيس غرانت وروبرت إدوارد لي.

## وصلات خارجية
- أبو مصعب الزرقاوي على موقع مونزينجر (الألمانية)
- أبو مصعب الزرقاوي على موقع إن إن دي بي (الإنجليزية)
- أبو مصعب الزرقاوي: بطل للشر بامتياز بقلم فلاديمير أليكس.